# Sashadhar Mukerji

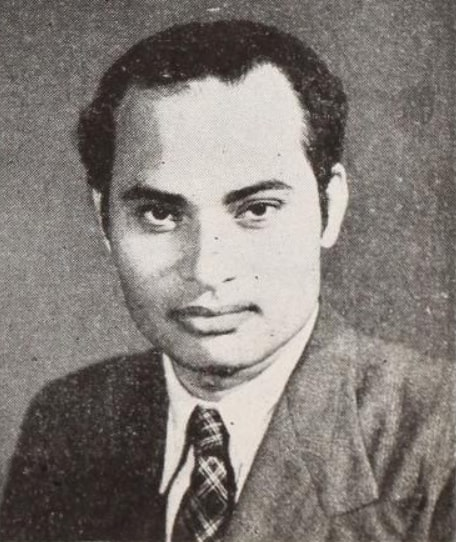
Sashadhar Mukerji (1945)

Sashadhar Mukerji (S. Mukherjee; bengalisch শশধর মুখার্জী Śaśadhar Mukhārjī; * 29. September 1909 in Jhansi; † 3. November 1990 in Bombay) war ein indischer Filmproduzent des Hindi-Films.

## Leben
Sashadhar Mukerji begann seine Filmarbeit bei Bombay Talkies, wo er auch seine Schwager Ashok, Anoop, Arun und Kishore Kumar, mit deren einziger Schwester Satirani Devi er verheiratet war, unterbrachte. 1939 produzierte Mukerji bei Bombay Talkies Kangan, den letzten indischen Film von Franz Osten. Nach dem Tod des Studiogründers Himansu Rai übernahm er gemeinsam mit dessen Witwe Devika Rani die Führung des Unternehmens. Das gemeinsame Management der Firma rief bereits nach kurzer Zeit Streit hervor, weshalb 1941 zwei Produktionseinheiten gebildet wurden: eine um den Regisseur Gyan Mukherjee mit Sashadhar Mukerji als Produzenten und eine um den Regisseur Amiya Chakravarty unter Devika Ranis Leitung. Gyan Mukherjees Debütfilm Jhoola (1941) war nach Kangan (1939) und Bandhan (1940, Regie: N. R. Acharya) Sashadhars dritte Produktion in Folge mit Leela Chitnis und Ashok Kumar als Stars.
Bis 1943 wurden die Differenzen mit Devika Rani unüberbrückbar. Nach der Produktion von Kismet, einem in Indien besonders erfolgreichen Film, spaltete sich Mukerjis Produktionsgruppe von Bombay Talkies ab und er gründete mit Rai Bahadur Chunilal, Ashok Kumar und Gyan Mukherjee die Filmgesellschaft Filmistan (dt. „Land der Filme“) auf dem Gelände der ehemaligen Filmgesellschaft Sharda. 1944 kam Mukerjis erster Filmistan-Film Chal Chal Re Naujawan heraus. Sashadhar Mukerji forcierte die Fokussierung der Filmverleihwerbung auf die Stars des Films und vor allem auf die Musik und machte die Produktionsgesellschaft damit zum einflussreichsten Studio der Nach-Unabhängigkeits-Ära in Gesamtindien. Zeitweise galt Filmistan als Filmfabrik, da Mukerji mid-budget-Filme nach immer demselben Muster am Fließband produzieren ließ.
1958 verließ Sashadhar Mukerji Filmistan und gründete sein eigenes Filmstudio Filmalaya im Bombayer Stadtteil Andheri. Er übergab seine Arbeit ab 1960 an seinen Sohn Joy Mukherjee. Seine letzte Produktion war Leader (1964).
Er stand am Anfang einer ganzen Dynastie von Filmschaffenden. Sein jüngerer Bruder Subodh Mukherjee war Regisseur, ein anderer Bruder Probodh Mukherjee Produzent. Von seinen sechs Kindern (Rono, Joy, Deb, Shomu, Shibani und Subhir) waren einige in der Filmbranche tätig. Sein Sohn Shomu wurde Produzent und heiratete die Schauspielerin Tanuja, mit der er zwei Töchter, die Schauspielerinnen Kajol und Tanisha, hat. Sashadhars Großnichte (Enkelin seines älteren Stiefbruders Ravidramohan) ist die Schauspielerin Rani Mukerji.
Er wurde mit dem Padma Shri ausgezeichnet. Bei der Berlinale 1967 war er Jurymitglied.

## Filmografie (Auswahl)
- 1939: Kangan
- 1940: Bandhan
- 1941: Jhoola
- 1941: Naya Sansar
- 1943: Kismet
- 1959: Dil Deke Dekho
- 1960: Love in Simla
- 1962: Ek Musafir Ek Hasina
- 1964: Leader